# Eoin McInerney
Eoin McInerney (London, Ontario, 1977. május 27. –) kanadai jégkorongozó kapus.

## Pályafutása
Komolyabb junior karrierjét az OHL-es London Knightsban kezdte ahol 1994–1997 között játszott. A csapatban töltött utolsó szezonja közben átkerült a szintén OHL-es Sarnia Stingbe majd a következő idényben az OHL-es Owen Sound Platersben játszott. Az 1996-os NHL-drafton a Dallas Stars választotta ki a hetedik kör 166. helyén. A National Hockey League-ben sosem játszott. A junior kor után a WPHL-es Monroe Moccasinsbe került. Ebben a szezonban még játszott az UHL-es Port Huron Border Cats és a CHL-es Macon Whoopeeban. Az 1999–2000-es szezonban az UHL-es Madison Kodiaksban szerepelt. 2000-ben átment Európába és két idényt a brit ligában töltött (Nottingham Panthers, Sheffield Steelers) és 2002-ben brit bajnok lett. 2002–2003-ban játszott a holland pontvadászatban majd visszatért a brit ligába. 2003–2004-ben a Cardiff Devils játszott. Utolsó két évében az OHA-Sr ligában játszott. A 2005–2006-os szezon közben vonult vissza.